# Listopad 2020
Toto je archivovaný článek z portálu Aktuality.
1. listopadu – neděle
 Filipíny zasáhl tajfun Goni, který si vyžádal několik mrtvých. 
2. listopadu – pondělí
 V Kábulské univerzitě v Kábulu došlo ke střelbě. Zemřelo 35 lidí a 50 jich bylo zraněno. 
 První kolo prezidentských voleb v Moldavsku vyhrála proevropská politička Maia Sanduová, do 2. kola s ní postoupil dosavadní proruský prezident Igor Dodon. 
 V centru Vídně došlo ke střelnému útoku s následkem několika úmrtí, včetně útočníka, a dalších zranění. 
3. listopadu – úterý
 V USA skončily prezidentské volby s hlavními kandidáty Donaldem Trumpem a Joem Bidenem a odhadovanou nejvyšší volební účastí od roku 1900. 
4. listopadu – středa

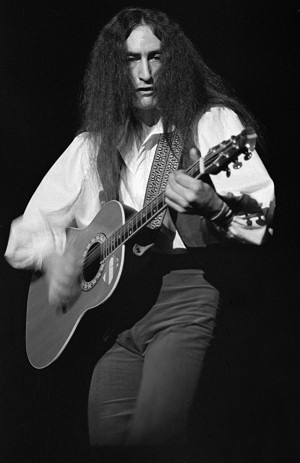
Ken Hensley

 Ve věku 75 let zemřel zpěvák, multiinstrumentalista a skladatel Ken Hensley (na obrázku) známý z kapely Uriah Heep. 
 Etiopský premiér Abiy Ahmed vyhlásil výjimečný stav v provincii Tigraj na severu země a obvinil představitele TPLF z útoku na federální síly. 
 Obyvatelé amerického státu Mississippi schválili v referendu novou podobu státní vlajky. 
 Voliči v americkém státě Oregon schválili dekriminalizaci držení tvrdých drog. 
5. listopadu – čtvrtek
 Kosovský prezident Hashim Thaçi rezignoval, byl zatčen a předán Kosovskému tribunálu v Haagu. 
7. listopadu – sobota
 Média a agentury Fox News, CNN, AP či BBC po 5 dnech sčítání hlasů označily za vítěze prezidentských voleb Joea Bidena. Republikáni zopakovali záměr napadnout hlasování u soudu. 
8. listopadu – neděle
 Ázerbájdžánský prezident Ilham Alijev oznámil dobytí Šuši, druhého největšího města v Náhorním Karabachu ležícího na strategické silnici spojující region s Arménií. Arménské síly tvrdily, že se o město stále bojuje. 
 Mezi 5. a 8. listopadem zmasakrovali islámští radikálové v mosambické provincii Cabo Delgado více než 50 lidí. 
9. listopadu – pondělí
 Peruánský parlament odvolal z funkce prezidenta Martína Vizcarru. Jeho pravomoci převzal předseda kongresu Manuel Merino. 
 Na severu Etiopie ve státě Tigraj vypukl ve středu 4. listopadu vojenský konflikt, který si dosud vyžádal stovky obětí na obou stranách. 
 Voják základní služby Anton Makarov zastřelil na vojenském letišti ve Voroněži čtyři lidi. 
10. listopadu – úterý
 Ruský prezident Vladimir Putin oznámil, že Arménie a Ázerbájdžán dosáhly dohody o ukončení konfliktu v Náhorním Karabachu. 
 Kolona ruských mírotvůrců vyrazila z arménského Gorisu dohlédnout na zastavení bojů v Náhorním Karabachu. 
12. listopadu – čtvrtek
 V Tiránském průlivu se zřítil vrtulník UH-60 Black Hawk patřící pozorovatelské misi MFO. Nehodu nepřežilo 6 lidí včetně české rotmistryně Michaely Tiché. 
14. listopadu – sobota
 Herecká asociace udělila přes online stream 27. výroční Ceny Thálie 2020 za mimořádné výkony a celoživotní mistrovství v oblastech jevištního umění.
 Afghánistán a pákistánskou provincii Balúčistán zasáhlo zemětřesení o síle 6,2 stupně. 
15. listopadu – neděle
 Povstalci z etiopské provincie Tigraj zaútočili raketami na Asmaru, hlavní město sousední Eritreje. 
16. listopadu – pondělí

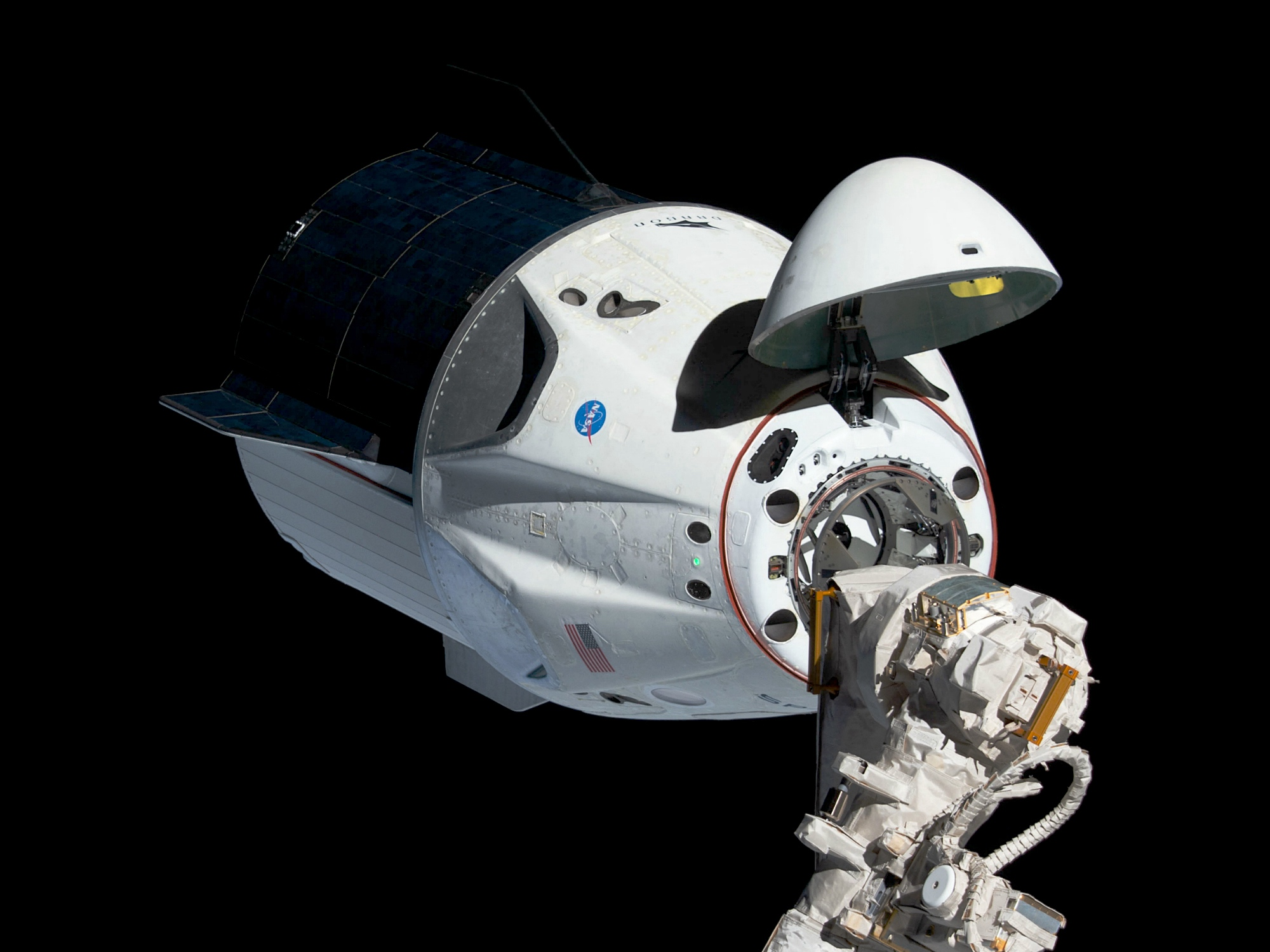
Crew Dragon

 V prezidentských volbách v Moldavsku zvítězila proevropská kandidátka a bývalá moldavská premiérka Maia Sanduová, která porazila dosavadního proruského prezidenta Igora Dodona. 
 Raketa Falcon 9 FT vynesla k ISS kosmickou loď Crew Dragon (na obrázku). 
 Novým peruánským prezidetem byl během prohlubující se politické krize zvolen Francisco Sagasti. 
17. listopadu – úterý
 Evropská raketa Vega havarovala díky lidské chybě během startu a přitom byla zničena družice TARANIS, na jejíž palubě byla instalována řada unikátních přístrojů z produkce českých vědeckých institucí. 
18. listopadu – středa

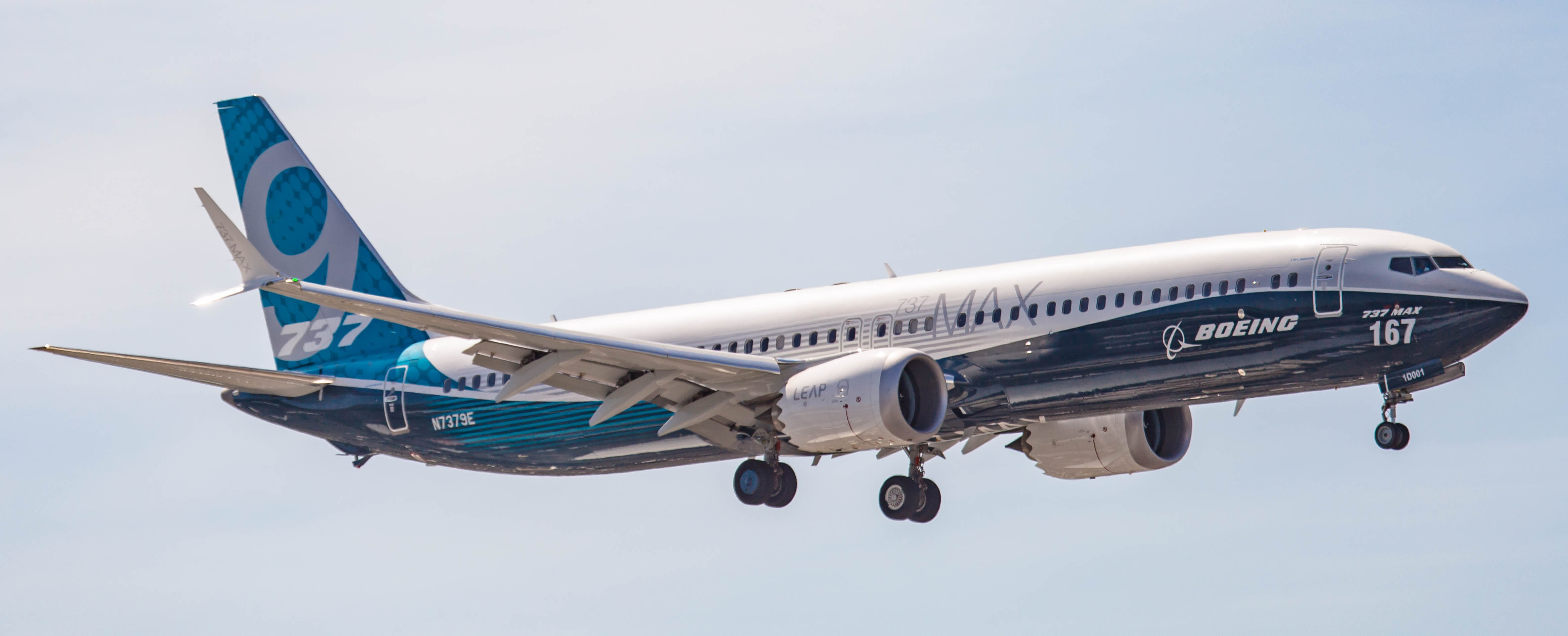
Letadlo Boeing 737 MAX 9

 Americká FAA povolila opětovný provoz letounu Boeing 737 MAX (na obrázku). 
 Ve věku 77 let zemřel maďarský hudebník László Benkő, spoluzakladatel rockové skupiny Omega. 
 Po odvolání dozorčí komise České televize Radou ČT rezignovali na své funkce předseda Rady René Kühn i místopředseda Jaroslav Dědič. 
 Portál Seznam.cz oznámil po 23 letech ukončení provozu seznamovací služby Lidé.cz k datu 14. prosince. 
19. listopadu – čtvrtek
 Vláda ČR prodloužila se souhlasem Poslanecké sněmovny nouzový stav do 12. prosince 2020. 
20. listopadu – pátek

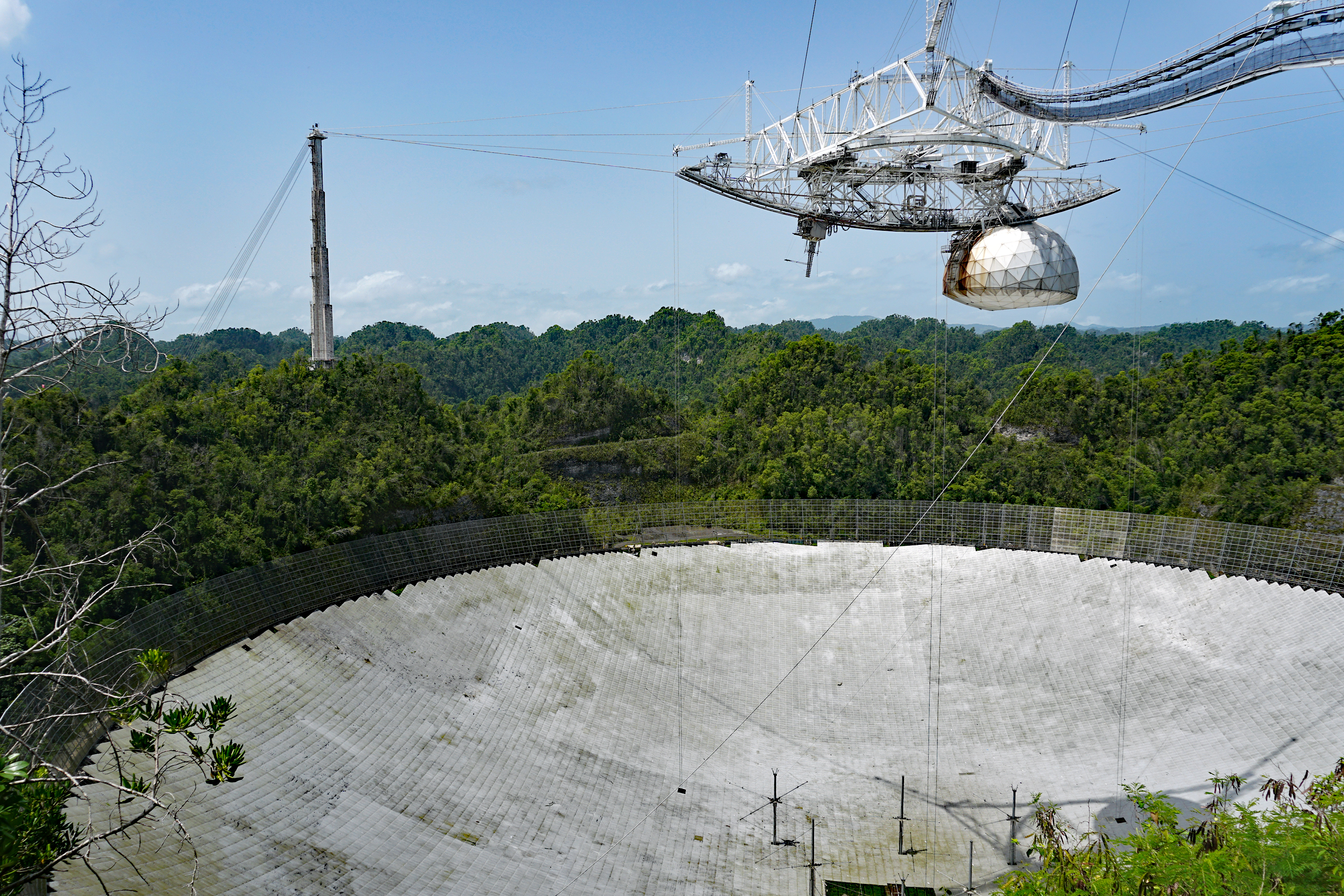
Radioteleskop Arecibo

 Národní vědecká nadace oznámila ukončení provozu radioteleskopu na portorické Observatoři Arecibo (na obrázku). 
 Přepočet hlasů v prezidentských volbách ve státě Georgie potvrdil vítězství Joea Bidena. 
23. listopadu – pondělí
 Česko objednalo vakcínu proti covidu-19 od různých výrobců pro 5,5 milionu obyvatel. Vakcína je primárně určená pro rizikové skupiny. 
 Seriál #martyisdead společnosti MALL.TV získal jako první český seriál cenu Emmy. 
24. listopadu – úterý

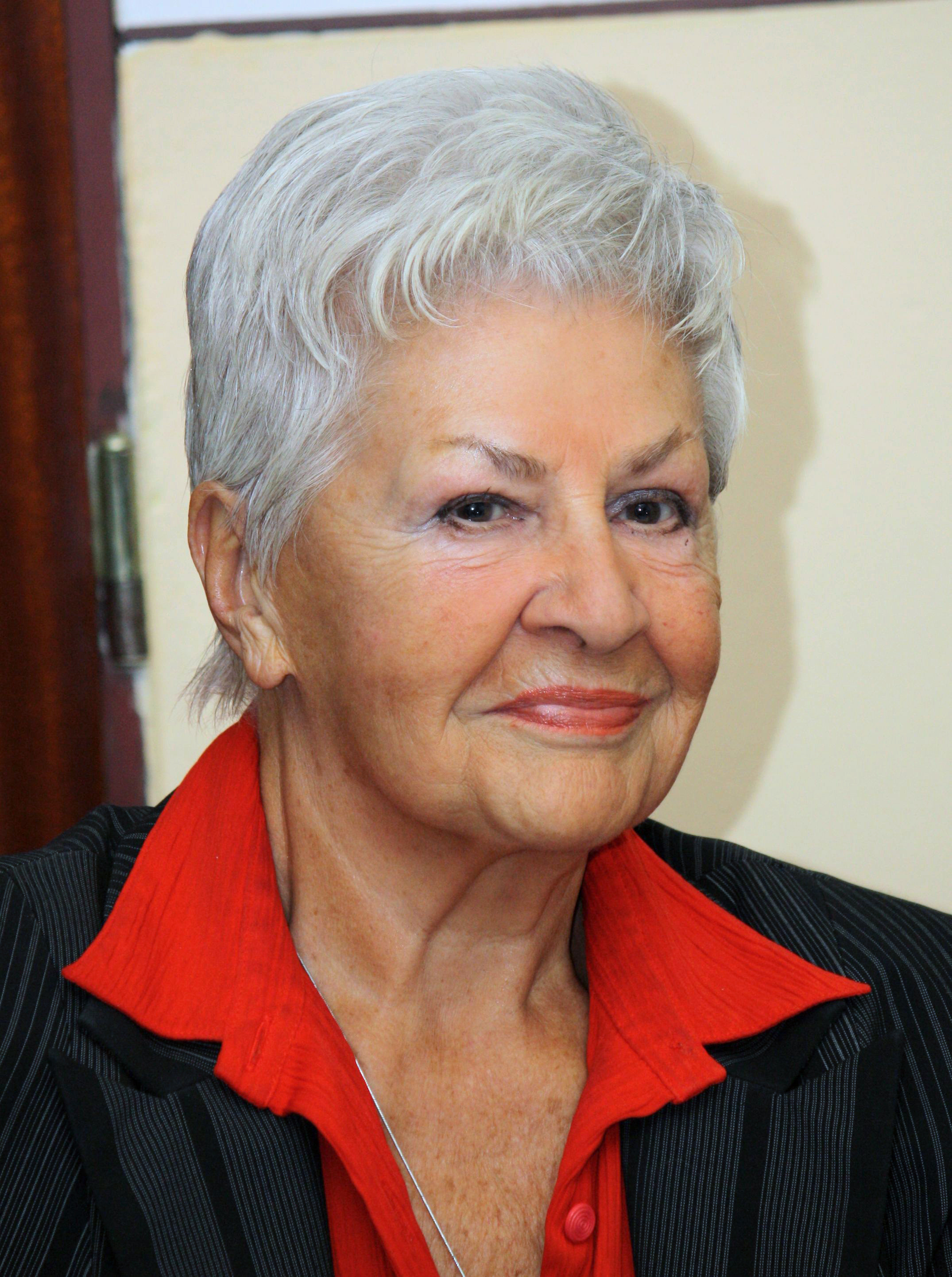
Kamila Moučková

 Do řeky Bečvy již potřetí za dva měsíce unikla neznámá chemikálie. 
 Ve věku 92 let zemřela televizní moderátorka Kamila Moučková (na obrázku), která v roce 1968 informovala diváky Československé televize o invazi vojsk Varšavské smlouvy do Československa. 

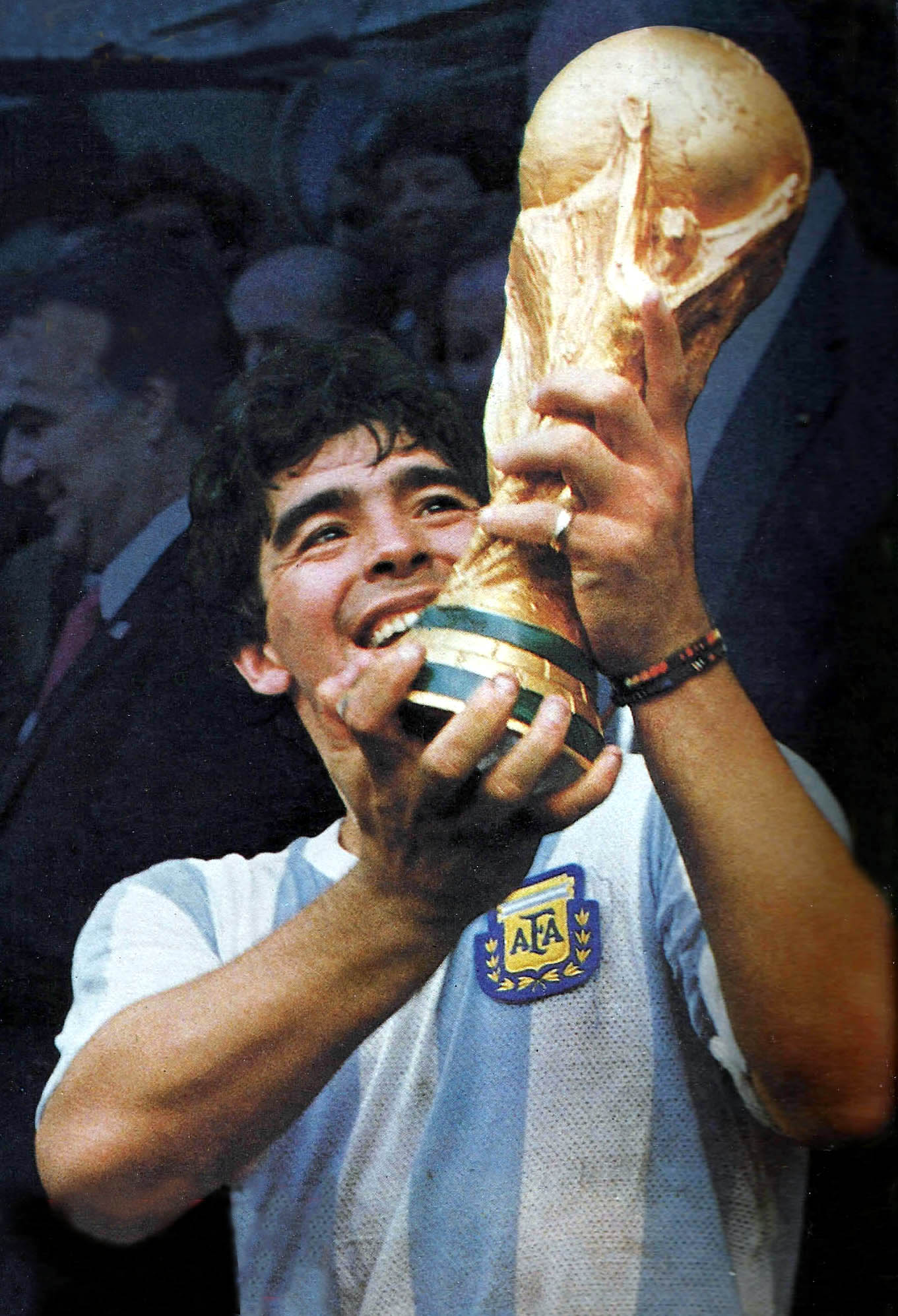
Diego Maradona

 Čínská raketa Dlouhý pochod vynesla lunární sondu Čchang-e 5. 
25. listopadu – středa
 Ve věku 60 let zemřel Diego Maradona (na obrázku), argentinský fotbalista a trenér. 
 Zpravodajská agentura TASS informovala o rozbití teroristické buňky Islámského státu ruskou agenturou FSB. Buňka plánovala teroristické útoky v Moskvě. 
27. listopadu – pátek
 Mohsen Fachrízádeh, jaderný fyzik a šéf íránského jaderného programu, byl zabit při atentátu poblíž Teheránu. 
30. listopadu – pondělí
 Britská vláda oznámila z bezpečnostních důvodů zákaz požívání komponentů od čínské společnosti Huawei při budování 5G sítí od září 2021. Zařízení zabudovaná před tímto datem mají byt odstraněna do konce roku 2027. 